# 大觀片場
大觀片場（英語：Grandview Film Studio），又名大觀製片廠，為香港1930-60年代電影製片廠。1936年建立於九龍土瓜灣，1947年遷入九龍鑽石山，1968年結束。

## 創辦人
1935年，三藩市華人趙樹燊（1904-1990）和關文清（1894-1995）在美國成立「大觀聲片有限公司」。其中趙樹燊為舊金山中華會館董事趙俊堯的兒子，創業資金源自華裔美國人資助。

## 位置
1935年，趙樹燊將大觀公司移至香港註冊。1936年，大觀電影於九龍土瓜灣北帝街83號建立大觀片場。 1940年，公司在鑽石山購買物業並準備在該處建立片場。 然而1941年日本人佔領香港，建廠工作遂停止。二次大戰期間趙樹燊滯留美國，在當地建立大觀電影美國分廠。
1947年，大觀公司購入九龍鑽石山的梁仁甫別墅，改建成大觀片場，位置即今大老山隧道九龍出口及東面至志蓮淨苑一帶。同年上海的商人楊守仁在附近大磡村購地，以鑽石山石礦場出產的花崗石建造二十二間兩層高的石屋連花園，以供富戶所居住，命名為大觀園；既借用大觀片場之名，亦將此地比喻為《紅樓夢》中的大觀園。由於貼近大觀及附近的其他片場，大觀園成為部份電影演員居所，其中四號屋住客包括演員喬宏。

## 建築
根據1955年地政署地圖163-SW-8(1:600)，鑽石山大觀片場設有兩個片廠，面積分別約為140呎x70呎和90呎x50呎，另外設有兩間儲片室(film store)，辦公室，儲物室，沖片室(film processing house)。片場東面比隣改建前的志蓮靜苑。汽車進入片場，要由彩虹道駛入名為"Social Avenue"的非刊憲道路，穿過上元嶺後，再轉入名為"Grandview Road"的非刊憲道路。上述格局直到1967年片場易手前並無重大變化。

## 結束
1965年3月12日大觀片場發生火災，片場範圍内的木工棚、部份舊電影拷背、及一間位於片場內的綿線廠被焚毁。當時片場已分租予「香港製片」及「星光製片」。。
1968年，大觀片場被經營電影公司及戲院的關志堅、關志誠兄弟買入，改稱「堅成片場」，拍過不少國、粵語片，以至早期無線、亞視的一些電視劇，包括無線電視劇「倚天屠龍記」。直至1988年5月政府收地才結業，當時有電影雜誌更特別為此作專題報道，而原址在1988年5月至91年7月間改建成大老山隧道。原址概括大老山隧道入口和志蓮淨苑部分地區。